# Bohemian Club

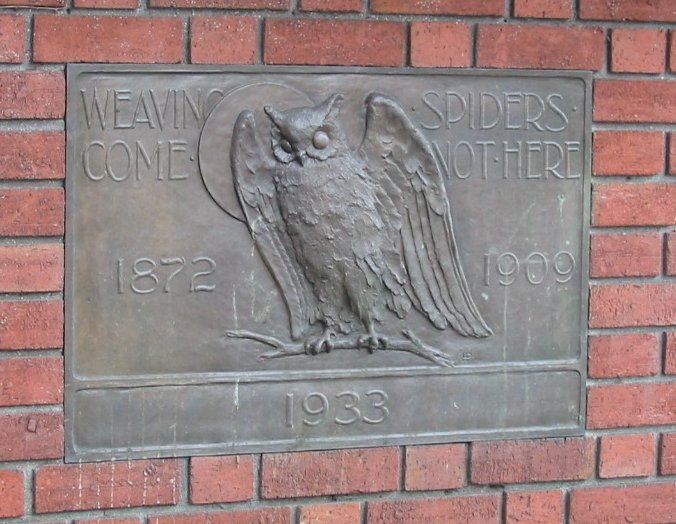
Búho que simboliza al Club esculpido en una placa de bronce en bajorrelieve empotrada en la pared de ladrillo de la entrada principal del edificio en la esquina de las calles Taylor y Post en California.

El Bohemian Club es un club privado exclusivamente para caballeros que se encuentra en el 624 de la calle Taylor de  San Francisco. Fue fundado en 1872 durante una reunión regular de periodistas, artistas y músicos, los que al poco tiempo comenzaron a aceptar a hombres de negocios y empresarios como miembros permanentes, además de ofrecer membresía temporal a rectores de universidades y comandantes militares que prestaban servicio en el área de la Bahía de San Francisco.
Hoy en día, algunos de estos clubes son más abiertos respecto del género y el estatus social de sus miembros; y en muchos países aparte del Reino Unido existen clubes de caballeros prominentes. En la actualidad, los miembros del Bohemian Club incluyen muchos líderes locales y globales entre los que figuran artistas, músicos y hombres de negocios.

## Historia

### Bohemia
A fines de la década de 1850, en Nueva York y otras ciudades de los Estados Unidos se formaron grupos de periodistas jóvenes y cultos que se autodenominaron bohemios y que cuando comenzó la guerra civil estadounidense se disgregaron y fueron enviados al frente como corresponsales. Durante la guerra, los corresponsales empezaron a adoptar el título de “bohemios” y como el apodo “bohemio” fue aceptado por los periodistas, en general, se convirtió en sinónimo de “redactor de noticias periodísticas”. En 1861 el periodista Bret Harte escribió por primera vez como “El bohemio” en el periódico Golden Era y con este personaje participó en muchas 

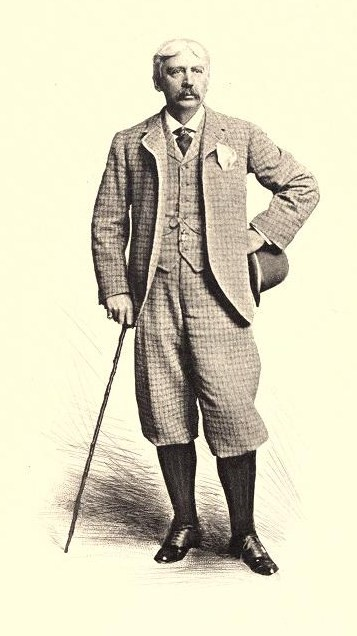
El periodista Bret Harte escribió por primera vez como “El bohemio” en el periódico Golden Era.

obras satíricas. Harte describió San Francisco como una especie de Bohemia del Oeste y en 1867 Mark Twain se autodenominó bohemio junto con el poeta Charles Warren Stoddard.

### Fundación

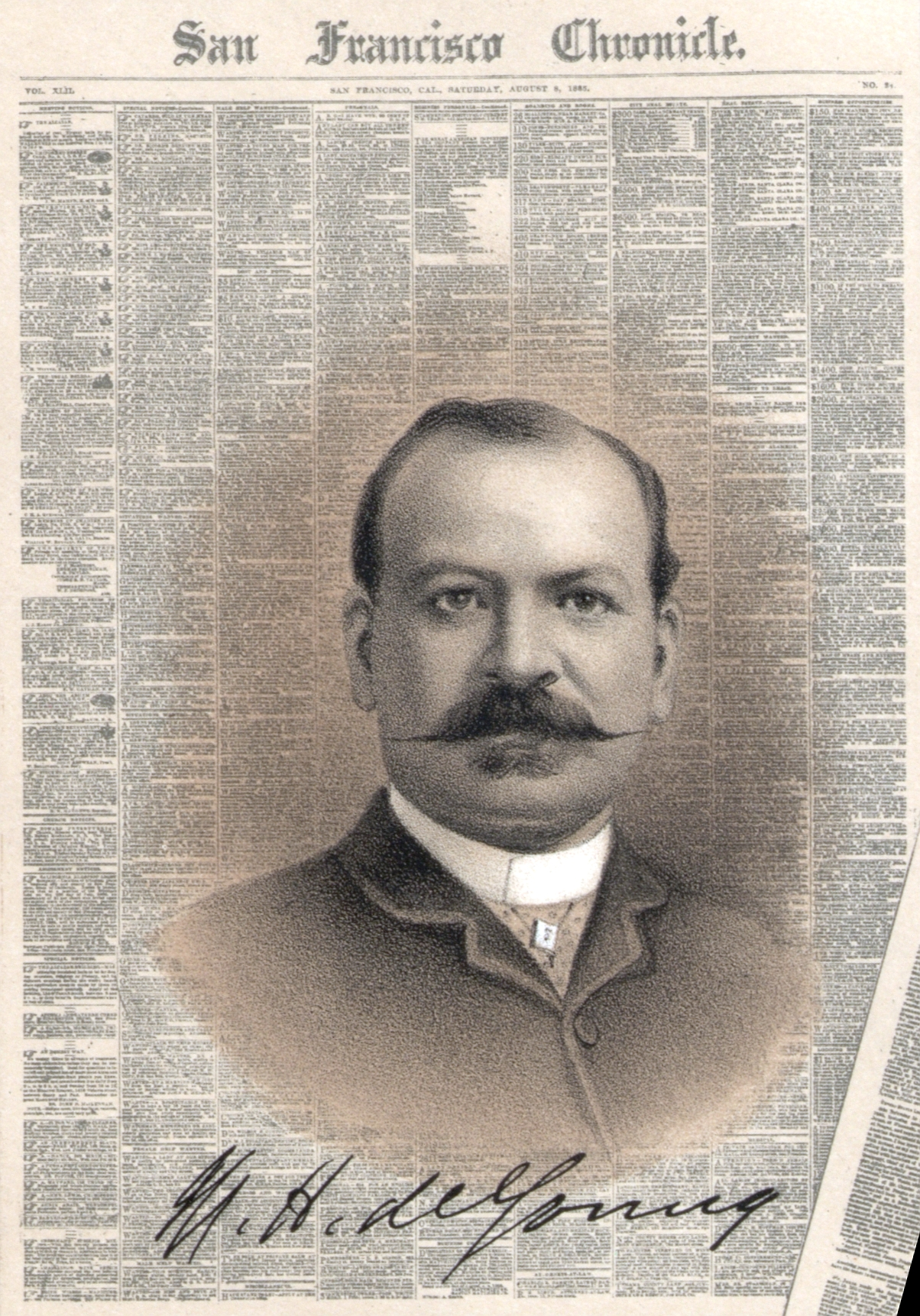
Michael Henry de Young, propietario del diario San Francisco Chronicle, en cuyas oficinas se organizó la fundación del Bohemian Club.

El Bohemian Club se fundó en abril de 1872; lo fundaron periodistas que deseaban promover una relación fraterna entre los hombres que gozaban de las artes. Michael Henry de Young, propietario del diario San Francisco Chronicle, formuló la siguiente descripción de su formación en una entrevista de 1915:

Tommy Newcombe, Sutherland, Dan O'Connell, Harry Dam y otros miembros del personal organizaron el Bohemian Club en la oficina del Chronicle. Los muchachos querían un lugar donde reunirse después del trabajo y alquilaron una habitación en la esquina de Sacramento y Kearny. Así comenzó el Bohemian Club, que no fue una bendición para el Chronicle porque a veces los muchachos iban allí cuando deberían haber ido a la oficina. Muy a menudo, cuando Dan O'Connell se sentaba para disfrutar de una buena cena, se olvidaba de que tenía un puñado de notas para una historia importante.

Los periodistas serían los miembros regulares mientras que los artistas y los músicos serían miembros honorarios. Las normas de membresía del grupo se relajaron rápidamente y como consecuencia de ello se permitió el ingreso de personas con escaso talento artístico pero que disfrutaban de las artes y poseían grandes recursos financieros. Finalmente, los miembros “bohemios” originales quedaron en minoría y los ricos y poderosos controlaron el club. Los miembros que eran personajes exitosos y respetables hombres de familia definieron su propia forma de bohemia y en su definición incluyeron hombres que sabían disfrutar de los placeres de la vida (bon vivants), a veces hombres a los que les gustaban las actividades al aire libre y hombres que disfrutaban de las artes. El poeta y miembro del club George Sterling se ajustaba a esta nueva definición:

Cualquiera que sepa mezclar hábitos de convivencia se considera con derecho a ser llamado bohemio pero ese no es un reclamo válido. Hay por lo menos dos factores esenciales para la vida bohemia. El primero es la adicción a una o más de las siete artes y el otro es la pobreza. Además, me gusta pensar en mis bohemios como jóvenes, como radicales en su forma de ver el arte y la vida, como poco convencionales y, aunque esto es discutible, como habitantes de una ciudad lo bastante grande como para tener el ambiente algo cruel de todas las grandes ciudades.

A pesar de su visión purista, Sterling se asoció muy estrechamente con el Bohemian Club y parrandeó con artistas e industriales del mismo modo que en el Campamento de los Bohemios.
Se dice que Oscar Wilde, en su visita al Club en 1882, comentó “Nunca en mi vida había visto tantos bohemios con aspecto de hombres de negocios bien vestidos y bien alimentados”.

### Membresía

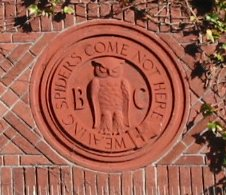
El búho que simboliza al Club está empotrado en la pared de la entrada principal del 624 de la calle Taylor, flanqueado por las letras B y C y rodeado por las palabras que expresan el lema de la institución.

Muchas de las listas de las antiguas membresías son de dominio público mientras que las listas actuales son privadas. A algunas figuras prominentes, como por ejemplo a Richard Nixon y a William Randolph Hearst, se les concedió una membresía honoraria. Los miembros del Club han incluido algunos presidentes estadounidenses (por lo general antes de que fueran elegidos para el cargo), muchos funcionarios del Gabinete y directores ejecutivos (CEO o Chief Executive Officer) de grandes corporaciones, como por ejemplo instituciones financieras importantes. Entre los principales contratistas militares, las empresas petroleras, los bancos (incluida la Reserva Federal), los servicios públicos y los medios de comunicación nacionales hay funcionarios de alto nivel que son miembros o invitados del Club. Muchos miembros pertenecen o han pertenecido a la junta directiva de varias de estas empresas pero los más activos son artistas y amantes del arte. Los estatutos del Club requieren que el diez por ciento de las membresías sea concedido a artistas de todo tipo (compositores, músicos, cantantes, actores, artistas de iluminación, pintores, escritores, etc.). Para ser admitidos como miembros los artistas deben pasar una prueba rigurosa que demuestre su talento.
El lema del Club, que es Weaving Spiders Come Not Here ("Las arañas que tejen no vienen aquí"), una frase del segundo acto de la escena 2 de la obra de Shakespeare Sueño de una noche de verano, establece que los problemas del mundo exterior y los negocios deben dejarse afuera. Si bien cuando están reunidos en grupos los bohemios por lo general respetan ese lema, las conversaciones sobre negocios no son raras entre pares de miembros.

## El campamento de los bohemios

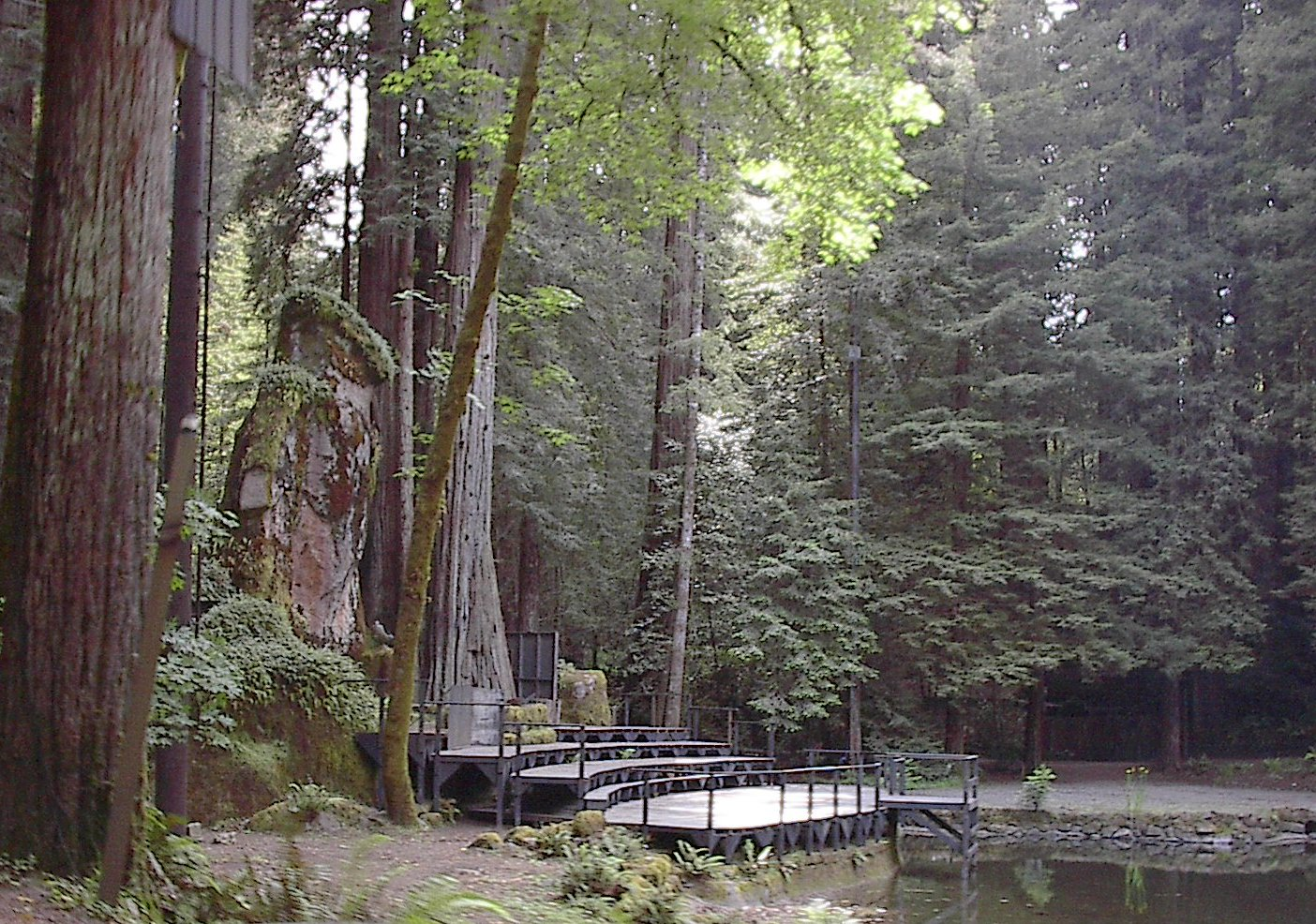
El santuario del búho, cubierto de musgo, se alza entre los árboles, detrás de un escenario, a la orilla de un estanque artificial.

Cada año el Club organiza un campamento (el Campamento de los Bohemios o Bohemian Grove) de dos semanas de duración (con los fines de semana correspondientes) en un espacio de su propiedad, notable por su lista de invitados ilustres y su ecléctica ceremonia de cremación (Cremation of Care ceremony) durante la cual se “queman” los problemas y las preocupaciones normales de la vida con un gran espectáculo, pirotecnia y ropas brillantes, todo hecho a la orilla de un lago y junto a la base de la estatua de roca de un búho de más de doce metros de altura. Aparte de esta ceremonia hay dos espectáculos al aire libre (una obra dramática y una cómica), a menudo con una elaborada escenografía y acompañamiento orquestal. La más elaborada de las dos es The Grove Play, o High Jinks, la más obscena se llama Low Jinks. Con frecuencia las producciones son creaciones originales de los miembros asociados pero lo tradicional es que participen activamente cientos de miembros de todos los orígenes.

## Relieve a la memoria de Bret Harte

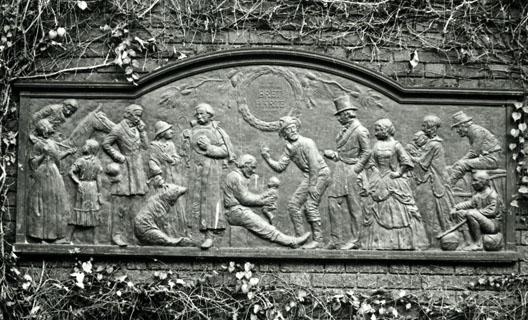
Relieve creado por Jo Mora en memoria de Bret Harte.

En el exterior del edificio un relieve de bronce creado por Jo Mora recuerda al autor y poeta Bret Harte. Mora, que era miembro del Club, le dedicó el relieve a su compañero y también miembro Harte el 15 de agosto de 1919. En la escultura, que mide alrededor de 101 × 243 × 6 cm, se ven quince personajes de los libros de Harte. Además, en la esquina superior izquierda hay una inscripción que dice J J MORA, AUGUST 15, 1919, en el margen inferior izquierdo otra inscripción informa L. DE ROME, BRONZE FOUNDRY (Louis de Rome, el dueño de la fábrica de fundición de bronce) y, por último, en la corona situada en la parte superior central se puede leer IN MEMORIAM (a la memoria de) BRET HARTE, 1836–1902 AD. Cuando se demolió el edificio original el relieve se quitó pero en 1934 se lo volvió a instalar en el edificio nuevo, donde todavía se encuentra.